# Sergej Ivanov (calciatore)
Sergej Nikolajevič Ivanov (in russo Серге́й Николаевич Иванов?; Biškek, 30 maggio 1980) è un ex calciatore kirghiso, di ruolo attaccante.